# Edmondo Rossoni
 (septembre 2009).
Si vous disposez d'ouvrages ou d'articles de référence ou si vous connaissez des sites web de qualité traitant du thème abordé ici, merci de compléter l'article en donnant les références utiles à sa vérifiabilité et en les liant à la section « Notes et références ».
Edmondo Rossoni (né le 6 mai 1884 à Tresigallo, dans la province de Ferrare en Émilie-Romagne et mort à Rome le 8 juin 1965) est un syndicaliste italien qui passe du syndicalisme révolutionnaire au fascisme après la Première Guerre mondiale. Membre fondateur, en 1918, de l'Union italienne du travail aux côtés d'autres « interventionnistes de gauche », dont le programme influence Mussolini, il organise en 1922 la Confédération nationale des organisations syndicales (fasciste) puis devint sous-secrétaire de la présidence du Grand Conseil du fascisme (1932-1935) et enfin ministre de l'Agriculture et des Forêts (1935-1939). Il fut l'un des théoriciens du corporatisme, avec d'autres intellectuels fascistes tels Bottai ou Rocco. S'étant opposé à Mussolini en votant en faveur de l'Ordre du jour Grandi, motion par laquelle Mussolini est démis, Rossoni est condamné à mort par contumace, avec les 19 autres personnalités fascistes ayant voté la motion Grandi, lors du procès de Vérone organisé par le « tribunal spécial pour la défense de l'État de la République sociale italienne (it) ».
En mai 1945, à la fin du conflit et de la chute définitive des restes du régime fasciste Rossoni est condamné cette fois à la prison à perpétuité par un tribunal du royaume d'Italie. Déjà réfugié au Vatican, il réapparaît au Canada où il reste un an, avant de revenir, amnistié, en 1948. Rossoni se retire alors de la vie politique, et meurt en 1965.

## Biographie

### Les premières années de politique
Après avoir passé son baccalauréat en lettres, Edmondo Rossoni adhère au Parti socialiste italien (PSI) et participe activement aux grèves des ouvriers agricoles de 1903-1904. En novembre 1904, il s'établit à Milan: deux ans plus tard, il est élu membre du groupe de propagande syndicaliste de la fédération milanaise. Convaincu par l'antimilitarisme ambiant, il devient alors correspondant de la Jeunesse socialiste (Gioventù socialista). Opposé au réformisme, il appelle à la rupture avec la Confederazione Generale del Lavoro, fondée en 1906, ainsi qu'avec le PSI, aux côtés d'Alceste De Ambris et Michele Bianchi. Il quitte alors (en 1907) la fédération milanaise du PSI, et se consacre à plein temps à l'activité syndicale.
Aux côtés de bon nombre d'Italiens proches du syndicalisme révolutionnaire, il est alors influencé par les idées de Georges Sorel. Il collabore de temps à autre à la Pagine Libre de Lugano, une revue nationaliste et prolétarienne fondée par le juriste Angelo Oliviero Olivetti, qui disparaîtra après la guerre de Libye en 1911-1912.

### L'exil
Commissaire administratif de la chambre de travail de Plaisance, Edmondo Rossoni tient des discours révolutionnaires qui lui valent, le 16 juin 1908, une condamnation à quatre ans de réclusion et à deux de surveillance spéciale . Comme d'autres camarades, il s'exile alors à Nice. Se sentant menacé, il part finalement pour le Brésil, où il trouve du travail auprès du journal Il Fanfulla (it) grâce au camarade Alceste De Ambris, qui fut par la suite proche du premier « fascisme révolutionnaire » (le sansepolcrismo, du nom de la réunion de la piazza San Sepolcro, en 1919), avant de rejoindre les Arditi del Popolo puis de s'exiler. Cependant, après quelques semaines, Rossoni est expulsé du Brésil pour « activité subversive ». Il s'établit alors à Paris, puis, s'en va en juillet 1910 pour New York, où il adhère à la « Fédération socialiste italienne » du socialiste Giacinto Menotti Serrati. Durant ces années, il publie la Bandiera del Popolo (« Le drapeau du peuple »), revue à laquelle participa Enrico Leone, qui avait préfacé en 1906 l'édition italienne des Réflexions sur la violence de Sorel, ainsi que Corridoni, l'un des signataires du manifeste interventionniste des Faisceaux d'action internationaliste le 5 octobre 1914. Devenu organisateur de la fédération, il devient rédacteur au quotidien Le prolétaire (Il Proletario) avant d'être arrêté pour incitation à la grève.

## La période nationaliste
Edmondo Rossoni rentre en Italie en janvier 1913, dix-huit mois avant la Semaine rouge et l'attentat de Sarajevo. Il est nommé secrétaire du syndicat provincial du bâtiment de Modène, où il dirige une grève de soixante-dix jours qui se conclut par un échec. Craignant une nouvelle arrestation, il s'exile à nouveau aux États-Unis, où il prend la direction de Il Proletario. Au début de la Première Guerre mondiale, il se range dans l'aile interventionniste de gauche, ce qui l'incite à démissionner de son journal, qui reste fidèle au neutralisme ; le directeur du journal, Serrati, participera en 1915 à la Conférence de Zimmerwald prônant l'internationalisme prolétarien. Mis en minorité à Parme avec les autres interventionnistes lors du congrès de l'Union syndicale italienne (USI) en septembre 1914, Rossoni quitte celle-ci et prend la tête de La Tribuna, un quotidien nationaliste qu'il rebaptise L'Italia Nostra  en 1918, après avoir brièvement participé aux combats.
Désormais solidement ancré dans le camp nationaliste, il participe en juin 1918 à la fondation de l'Union italienne du travail (UIL), anti-communiste et anti-socialiste, aux côtés d'autres interventionnistes exclus de l'USI, tels Alceste De Ambris, Filippo Corridoni, Michele Bianchi et Cesare Rossi.
Ayant constitué un mouvement syndical énergique à Ferrare, auquel il donne le nom de Chambre syndicale, il devient secrétaire de l'UIL. En mars 1919, il anime à Dalmine (Lombardie) la grève générale proclamée le 15 mars 1919 par l'UIL dans l'usine métallurgique. Le Biennio Rosso est en marche. Huit jours plus tard, Rossoni est parmi les 119 militants présents à l'assemblée générale de la piazza San Sepolcro, à Milan, réunion hétéroclite qui rassemble anciens combattants, futuristes ainsi que Mussolini, qui était venu à Dalmine délivrer un discours, et le futur quadriumvirat de la marche sur Rome. La réunion chaotique de Milan finit par aboutir à la décision de fonder les Faisceaux italiens de combat, auxquels participa Rossoni.
Ce dernier devient alors directeur de la Chambre du travail de Rome. Après les élections de novembre 1919, marquées par une progression importante du Parti socialiste (PSI), Rossoni est petit à petit marginalisé au sein de l'UIL. Il accepte alors de diriger en juin 1921 la Chambre de travail fasciste de Ferrare, devenant le représentant d'un « socialisme national » ou « socialisme des producteurs » et des aspirations de la « nation prolétarienne ». En octobre 1921, le premier congrès des nouveaux syndicats qui ont émergé un peu partout durant le Biennio Rosso se tient à Ferrare, là où Rossoni avait fondé la « Chambre syndicale » .

## Le fascisme au pouvoir
Il adhère dès sa fondation, en novembre 1921, au Parti national fasciste. Quittant l'UIL, il emmène avec lui ce qui deviendra le noyau des syndicats fascistes (dont Gino Baroncini (it), créés lors du congrès de Bologne de janvier 1922. Le 10 février 1922, Rossoni est nommé secrétaire général de la Confédération nationale des corporations syndicales (Confederazione Nazionale delle Corporazioni Sindicali) , qui comprenait 250 000 membres, et 850 000 un an plus tard. Le mois suivant, une grève générale lancée par les socialistes échoue. Rossoni prend alors la direction du Travail d'Italie (Il Lavoro d'Italia), l'organe de presse de la nouvelle confédération. En septembre 1922, Mussolini obtient le soutien de l'ensemble du camp nationaliste en affirmant qu'il ne remettrait pas en cause la monarchie. Après la marche sur Rome (octobre 1922), Rossoni promeut l'idée corporatiste d'un « syndicalisme intégral » , afin de convaincre la Confindustria et la Confagricoltura, les puissantes organisations patronales de l'industrie et de l'agriculture, de rejoindre la Confédération, dans l'idée de mettre fin à la lutte des classes par l'union nationaliste des ouvriers et des patrons. Il dirige à partir de 1923 Stirpe (1923-1940), la revue de l'Institut national fasciste de la culture, à la tête duquel se trouve Giovanni Gentile. Ugo Spirito (it) et Alberto de Stefani (it) écrivent dans la revue.
Son objectif n'est pas atteint, il cherche à obtenir, pour les corporations, le monopole de la représentation syndicale du monde ouvrier, une position qui le conduit au conflit avec la « Commission des dix-huit », mise en place par le régime avec l'objectif d'étudier les problématiques politiques et sociales [réf. nécessaire]. Élu à la chambre des députés, il participe en 1925 à la fondation de l'Œuvre nationale du temps libre (Opera Nazionale Dopolavoro) . Le 16 mai 1925, il répond au discours d'Antonio Gramsci au Parlement, qui souligne l'échec du capitalisme italien et l'importance de l'émigration italienne, en déclarant: « Donc, la nation doit prendre de l'expansion dans l'intérêt même du prolétariat » .
Au printemps 1925, les syndicats fascistes dirigés par Rossoni mènent plusieurs grèves, effrayant ainsi les conservateurs et une partie des fascistes. Non sans difficulté, Rossoni atteint toutefois son objectif corporatiste le 2 octobre 1925 grâce aux accords du Palais Vidoni (en). Signés par la Confindustria, ces accords remplacent les syndicats ouvriers par les organisations corporatistes contrôlées par le Parti fasciste. À partir de ce moment, les positions de Rossoni et des corporations, en raison des pouvoirs qu'ils détiennent et du soutien persistant apporté par la revue Stirpe et la Conquista dello Stato de Malaparte aux idées de Sorel, sont regardés avec suspicion par les autres centres du pouvoir, à l'intérieur ou à l'extérieur du parti. À la suite de cela et de la Charte du travail (1927), les dirigeants syndicaux se trouvent souvent isolés et privés de réels pouvoirs d'intervention, l'« affaire Rossoni » faisant grand bruit en 1928-1929. Celui-ci est poussé en 1928 à la démission de la Confédération nationale, et celle-ci scindée en deux, ce qui lui ôta toute influence.
En septembre 1930, il devient membre du Grand Conseil du fascisme et deux ans après il prend la charge de sous-secrétaire à la présidence du Conseil. En mars 1935, il succède à Giacomo Acerbo en tant que ministre de l'Agriculture et des forêts, charge qu'il occupera jusqu'en 1939.
Le 25 juillet 1943, il vote en faveur de l'Ordre du jour Grandi, motion par laquelle Mussolini est démis. Après l'évasion de Mussolini et la fondation de la République de Salo, Rossoni est condamné à mort par contumace, avec les 19 autres personnalités fascistes ayant voté la motion Grandi, lors du procès de Vérone organisé par le « tribunal spécial pour la défense de l'État de la République sociale italienne (it) » .
En mai 1945, à la fin du conflit et de la chute définitive des restes du régime fasciste, Rossoni est condamné cette fois à la prison à perpétuité par un tribunal du royaume d'Italie . Déjà réfugié au Vatican, il réapparaît au Canada où il reste un an.
Amnistié en 1948, Edmondo Rossoni rentre en Italie et se retire de la vie publique. Il meurt à Rome en 1965.